# کونیتسه (ناحیه پراگ-شرق)
کونیتسه (به چکی: Kunice) یک منطقهٔ مسکونی در جمهوری چک است که در ناحیه پراگ-شرق واقع شده‌است. کونیتسه ۱٬۰۳۲ نفر جمعیت دارد.